# Institut royal des Tropiques

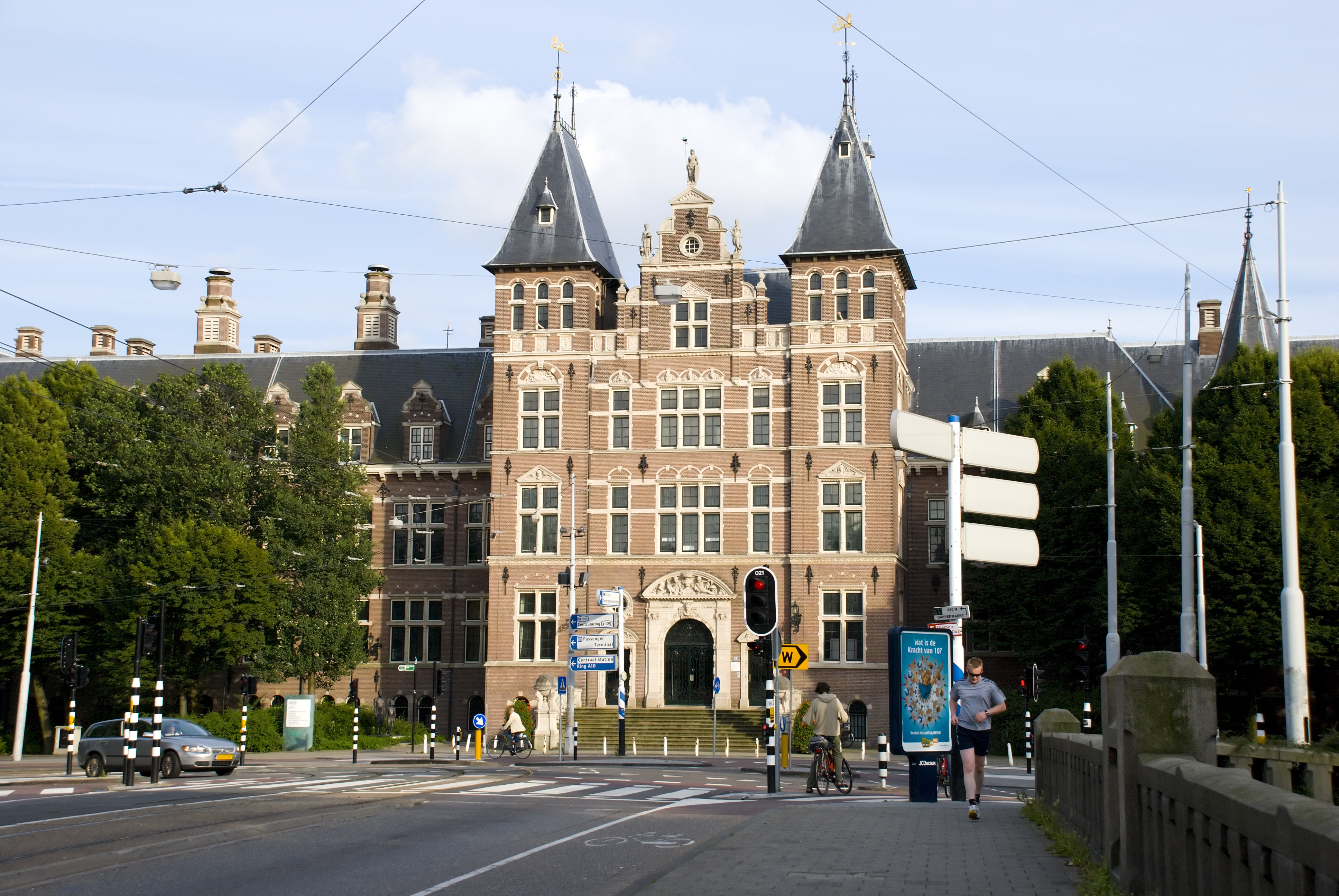
Vue de l'Institut royal des Tropiques le long du Mauritskade.

 (mai 2021).
L'Institut royal des Tropiques (en néerlandais : Koninklijk Instituut voor de Tropen, acronyme KIT, parfois abrégé  Tropeninstituut), est un institut de recherche néerlandais basé à Amsterdam et voué à l'étude des cultures tropicales à travers le monde. Ses partenaires comprennent des organismes gouvernementaux, des entreprises ainsi que des organisations internationales telles que les Nations unies, l'Union européenne et la Banque mondiale.
Le KIT fut créé en 1910 par des particuliers et des entreprises sous le nom d'« Institut colonial » (Koloniaal Instituut). Il était alors entièrement consacré à l'Empire colonial néerlandais. À l'origine, il constituait une extension du musée colonial (Koloniaal Museum) de Haarlem, créé en 1864, et qui présentait une collection d'artéfacts provenant des colonies néerlandaises, ramenées pour la plupart par Frederik van Eeden au nom de la Compagnie néerlandaise des Indes orientales. La mission de l'institut était alors de promouvoir l'étude scientifique des objets rapportés, tout en permettant une amélioration des techniques commerciales et industrielles. L'augmentation rapide de la collection d'objets en provenance des colonies conduisit à son déplacement vers Amsterdam en 1926. En 1950, à la suite de la décolonisation néerlandaise, la mission de l'institut changea, et le nouvel objectif de promotion de l'ensemble des cultures tropicales, et non plus de celles des anciennes colonies uniquement conduisit à changer le nom de l'institut en « Institut royal des Tropiques ».
L'institut fut construit sur le site de l'ancien cimetière du Oosterbegraafplaats selon les plans de l'architecte J. J. van Nieukerken (1854-1913) et achevé en 1926 par M. A. van Nieukerken. En 2003, le bâtiment a été ajouté à la liste des Rijksmonumenten.
Le KIT est actif dans plus de soixante pays, dans lesquels l'accent est mis sur le transfert de connaissances, et la promotion de la coopération. Les programmes de médecine tropicale ainsi que le cours de management interculturel (Zaken Cultuurtraining) s’inscrivent ainsi dans cette lignée. Aux Pays-Bas, l'une des missions de l'institut est de susciter un intérêt pour le développement durable, la lutte contre la pauvreté ainsi que la diversité. Le KIT encourage ainsi, au travers de forums, rencontres et formations la découverte de cultures du monde entier, notamment au travers du Tropenmuseum (« Musée des tropiques ») et du Tropentheater où sont organisés des concerts, des projections de films ainsi que des spectacles de danse.
Le KIT est une organisation sans but lucratif. Ses revenus proviennent de programmes de financement du gouvernement néerlandais, ainsi que d'organisations internationales, en plus de collectes de fonds auprès du secteur privé. L'institut possède en outre le statut d'association sont les membres sont des particuliers ainsi que des institutions. Environ 375 personnes sont engagées par le KIT, dont le chiffre d'affaires annuel avoisine 40 millions d'euros.